# Mors Kochanski
Mors Kochanski (* 10. November 1940; † 5. Dezember 2019) war ein kanadischer Bushcraft- und Überlebenslehrer, Naturforscher und Autor. Er erlangte eine internationale Anhängerschaft und unterrichtete sowohl Militärs als auch Zivilisten in Kanada, den USA, Großbritannien und Schweden.

## Leben
Die Familie Kochanski wanderte 1938 aus Polen nach Kanada ein. Mors wurde 1940 als fünftes von sechs Kindern geboren. Seine Mutter nannte ihn „Morris“, aber aufgrund eines Missverständnisses wegen ihres polnischen Akzents schrieb die Hebamme „Mors“ in die Geburtsurkunde.
Kochanski wuchs auf einer Farm in Saskatchewan auf, wo er arbeitete und seinem Vater assistierte, der in Polen Zimmermann für Windmühlen gewesen war und während des Ersten Weltkriegs für das polnische Militär gekämpft hatte. In seinen frühen Schuljahren betrug sein Weg über 11 Kilometer (sieben Meilen) zur Schule und zurück auf einem Feldweg. 1954 zog seine Familie nach Prince Albert, wo er die örtliche Bibliothek besuchte und sich besonders für zwei Bücher interessierte: ein altes Pfadfinderhandbuch und The Ashley Book of Knots. Kochanski blieb nur ein Jahr Pfadfinder, aufgrund der Enttäuschung über das, was er als mangelnde Ernsthaftigkeit seiner Pfadfinderkollegen empfand, und der Abneigung des Pfadfindermeisters gegenüber handwerklichen Fähigkeiten.
Kochanski war drei Jahre lang Seekadett. Er entschied sich für eine Karriere bei der Marine und erhielt ein Stipendium für das Canadian Services College, Royal Roads. Während seiner Einschreibung reiste er im Sommer 1959 mit dem Schiff durch den Panamakanal. Während seines Studiums lag er wegen Mumps fünf Wochen im Krankenhaus. Dies trug zu einer ehrenvollen Entlassung in seinem zweiten Jahr bei, nachdem er auf dem Weg zu seinem Chemieingenieur-Studium zu viele Fächer nicht bestanden hatte. Von 1960 bis 1964 studierte er Kunst und Wissenschaften an der Universität von Saskatchewan und belegte Kurse in Anthropologie, Psychologie, Geologie und Schreiben. Seine fehlende Teilnahme an einem anerkannten Studiengang führte nach vier Jahren zum Ausschluss von der Universität.
Er starb am 5. Dezember 2019 an einem Peritonealmesotheliom.

## Karriere als Outdoor-Mentor
Nach seinem Abschied von der Universität beschloss Kochanski, ein Outdoor-Spezialist zu werden, der sich auf die Fähigkeiten zum Leben in der Wildnis und den Lebensstil der Ureinwohner konzentriert. Er nahm jedoch viele Jobs an, bevor er seine Gelegenheit fand, Ausbilder zu werden, darunter Betontechniker, Geologenassistent, Ingenieurtechniker, Vermessungsingenieur, Sozialarbeiter und Zeichner.
1968 begann das Blue Lake Center (in der Nähe von Hinton, Alberta) mit der Durchführung von Outdoor-Bildungsprogrammen. Kochanski, zu dieser Zeit 28 Jahre alt, bot seine Dienste an. Zur gleichen Zeit traf er seinen Freund und Mentor Tom Roycraft, der leitender ziviler Überlebenslehrer an einer Überlebensschule des Ministeriums für Nationale Verteidigung in Kanada war.
In den 1970er-Jahren wurde Kochanski außerordentlicher Professor an der Fakultät für Sport der Universität von Alberta, Herausgeber der Zeitschrift Alberta Wilderness Arts and Recreation und Freiberufler für verschiedene Agenturen. 1986 wurde er gebeten, ein Buch über Überlebens- und Wildnisfähigkeiten für die kanadischen borealen Wälder zu schreiben, das ursprünglich den Titel Northern Bushcraft trug. Das Buch wurde ein kanadischer Bestseller. Der ursprüngliche Titel „Northern Bushcraft“ bezog sich auf eine frühere Veröffentlichung „Bushcraft“ von Richard Harry Graves, der Überlebens- und Wildnislebensfähigkeiten in der australischen Umgebung behandelte. Schließlich verkürzten die Herausgeber den Titel später auf Bushcraft.

## Veröffentlichungen
- Bushcraft – Outdoor skills and wilderness survival, Partners Publishing and Lone Pine Media Publishing, ISBN 978-1-55105-122-2
- Bush Arts – a guide to hand crafting with materials from the boreal forest, Lone Pine Publishing, 1989 ISBN 0-919433-49-9
- Wilderness Skills Series and A Plant Walk with Mors Kochanski – (DVD series produced by Karamat Wilderness Ways)
- Buchreihe (17+ tiles, inc. Basic Wilderness Skills in Deep Snow, Survival Kit Ideas, etc.) – published by Karamat Wilderness Ways
- Basic Safe Travel and Boreal Survival Handbook: Gems from Wilderness Arts and Recreation Magazine in 2013. A guide to outdoor skills and wilderness survival, Karamat Wilderness Ways (2. November 2015), ISBN 978-1-894453-68-4
- Grand Syllabus, Instructor Trainee Program: Survival, Wilderness Living Skills, Bushcraft in 2015, Karamat Wilderness Ways, ISBN 978-1-894453-67-7